# Aggiornamento
Aggiornamento é um termo italiano que significa literalmente "atualização". Esta palavra tornou-se central para o espírito do Concílio Vaticano II, convocado pelo Papa João XXIII em 1962. Longe de significar uma adaptação dos ensinamentos da Igreja às mudanças culturais ou ideológicas do mundo moderno, o aggiornamento consiste, na realidade, em renovar a forma de apresentar a única e imutável Verdade de Cristo, de maneira mais eficaz, prudente e compreensível diante dos desafios de um mundo cada vez mais secularizado. O objetivo do aggiornamento era, portanto, tornar a comunicação da fé mais viva e acessível, sem alterar a substância da doutrina católica ou comprometer o depósito da fé, que permanece inalterável desde a época dos Apóstolos.
O espírito do aggiornamento foi bem expresso no documento conciliar Sacrosanctum Concilium, que afirma a intenção de "fomentar a vida cristã entre os fiéis, adaptar melhor às necessidades do nosso tempo as instituições susceptíveis de mudança, promover tudo o que pode ajudar à união de todos os crentes em Cristo, e fortalecer o que pode contribuir para chamar a todos ao seio da Igreja".

## Pontos de reforma
O Concílio Vaticano II, movido por esse desejo de atualização prudente, sem inovar na fé ou alterar dogmas (conteúdo da Revelação divina), abordou diversos temas fundamentais:
- Reforma da Liturgia, buscando uma participação mais consciente, ativa e frutuosa dos fiéis;
- Novo olhar sobre a constituição e a missão pastoral da Igreja, com ênfase na igual dignidade de todos os fiéis batizados;
- Aprofundamento da relação entre Revelação, Sagrada Escritura e Tradição, reafirmando que a fé é recebida e transmitida pela Igreja como um todo;
- Promoção da liberdade religiosa, entendida como direito fundamental da pessoa humana, sem relativizar a Verdade única do Evangelho;
- Fomento ao ecumenismo, buscando a união dos cristãos sem comprometer a plenitude da fé católica;
- Valorização do apostolado dos leigos, chamados a testemunhar Cristo no mundo, especialmente nas realidades temporais.

É importante destacar que o Concílio não proclamou novos dogmas, mas suas orientações doutrinais e pastorais possuem grande importância para a missão da Igreja em meio às transformações contemporâneas. O aggiornamento, assim compreendido, é expressão da fidelidade da Igreja a Cristo, ontem, hoje e sempre (Hebreus 13:8), adaptando seus métodos, mas jamais a substância da sua mensagem.